# Ukpik Peak
Ukpik Peak är en bergstopp i Kanada.   Den ligger i territoriet Nunavut, i den nordöstra delen av landet, 2 800 km norr om huvudstaden Ottawa. Toppen på Ukpik Peak är 1 836 meter över havet.
Terrängen runt Ukpik Peak är huvudsakligen bergig, men den allra närmaste omgivningen är kuperad.Trakten runt Ukpik Peak är nära nog obefolkad, med mindre än två invånare per kvadratkilometer.. Det finns inga samhällen i närheten. 
Trakten runt Ukpik Peak är permanent täckt av is och snö.